# Krødsherad
Gmina Krødsherad (norw. Krødsherad kommune) – norweska gmina leżąca w regionie Buskerud. Jej siedzibą jest miasto Noresund.
Krødsherad jest 248. norweską gminą pod względem powierzchni.

## Demografia
Według danych z roku 2005 gminę zamieszkuje 2151 osób. Gęstość zaludnienia wynosi 5,74 os./km². Pod względem zaludnienia Krødsherad zajmuje 330. miejsce wśród norweskich gmin.
| ludność stan na 1 stycznia 2005 |         |           |       |
|                                 | kobiety | mężczyźni | razem |
| osób                            | 1028    | 1123      | 2151  |
| %                               | 47,79%  | 52,21%    | 100%  |

| wykształcenie stan na 1 października 2004 |        |         |        |        |
|                                           | podst. | średnie | wyższe | niezn. |
| osób                                      | 464    | 1019    | 248    | 32     |
| %                                         | 26,32% | 57,8%   | 14,07% | 1,82%  |

## Edukacja
Według danych z 1 października 2004:
- liczba szkół podstawowych (norw. grunnskolar): 2
- liczba uczniów szkół podst.: 272

## Władze gminy
Według danych na rok 2011 administratorem gminy (norw. rådmann) jest Marit Lesteberg, natomiast burmistrzem (norw. ordfører, d. borgermester) jest Olav Skinnes.